# Aderus fasciolatus
Aderus fasciolatus is een keversoort uit de familie schijnsnoerhalskevers (Aderidae). De wetenschappelijke naam van de soort werd in 1882 gepubliceerd door Sylvain Auguste de Marseul.